# Berliner BC Südost
Le Berliner BC Südost fut un club allemand de football localisé, dans le quartier de Kreuzberg, dans l’arrondissement de Friedrichshain-Kreuzberg à Berlin. Il arrêta ses activités en 1990.

## Localisation

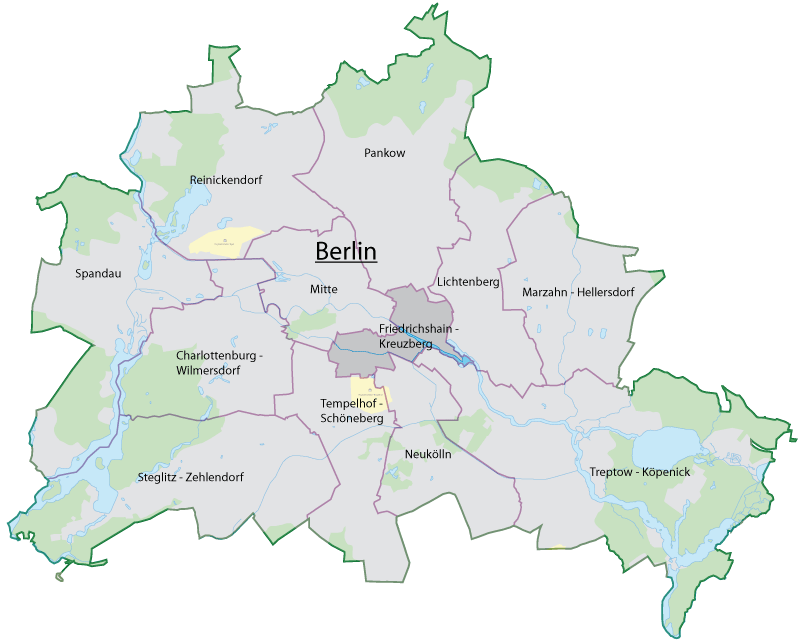
Localisation de l'arrondissement de Friedrichshain-Kreuzberg

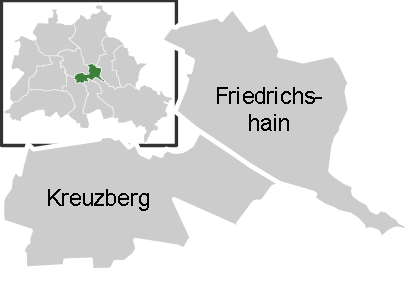
Les deux quartiers de l'arrondissement de Friedrichshain-Kreuzberg

## Histoire (section  football)
Le BBC Südost fut un club à l’Histoire un peu particulière. Il fut créé par d’anciens membres du SG Oberschöneweide, après que ceux-ci eurent fui la partie Est de Berlin.
En 1949, le SG Oberschöneweide se retrouva donc en territoire de la nouvellement créée République démocratique allemande (RDA) avec ce que cela pouvait signifier comme privation de liberté d’expression, de pensée et de mouvements.
Lors du championnat 1949-1950, Oberschöneweide fut vice-champion de l’Oberliga Berlin, derrière le Tennis Borussia Berlinet donc qualifié pour la phase finale du championnat national. Mais les autorités soviétiques refusèrent la participation du club d’Oberschöneweide. Pratiquement tous les joueurs passèrent à l’Ouest (le Mur ne fut érigé qu’en 1961) et recomposèrent une équipe sous le nom de SC Union 06 Berlin. La participation à la phase fut assurée (défaite 0-7 contre Hamburger SV).
Le SC Union 06 Berlin s’installa ensuite au Poststadion dans le quartier de Moabit sur la proposition de la Berliner Fußball-Verband (VBB).
D’autres membres ou sympathisants étaient venus de la zone désormais frontalière de Kreuzberg ou de Köpenick plus loin à l’Est. Ceux –là créèrent le Berliner Ballspiel Club Südost qui trouva un hébergement dans la Wrangelstraße (qui devint la redoutable Wrangelritze).
En 1954, le Berliner BC Südost monta en Amateurliga Berlin (à cette époque niveau 3 de la hiérarchie du football allemand). Après trois saisons, le club recula d’un niveau.
Au terme de la saison 1968-1969, le BBC Südost revint au 3e étage et y obtint une encourageante troisième place la saison suivante. 4e en 1971, le cercle recula à la 7e place en 1972 avant d’être sacré champion à la fin du championnat 1972-1973.
Ce titre permit au Berliner BC Südost d’accéder à la Regionalliga Berlin, une des cinq séries de Division 2 de cette époque. 
En 1974, le Berliner Ballspiel Club termina le championnat à la 9e. Lors des saisons précédentes, cela eut été amplement suffisant pour assurer son maintien dans l’antichambre de l’élite. Mais cette fin de saison marquait aussi la disparition des cinq Regionalligen qui cédèrent la place à deux séries de 2. Bundesliga (Nord et Süd). Non retenu pour cette nouvelle ligue, le BBC retourna au niveau 3, qui dans la zone de Berlin-Ouest fit l’objet d’une ligue unique, Oberliga Berlin (seule la région Nord appliqua ce même système, les autres régions attendirent 1978).
Le Berliner BC Südost termina 13e sur 18 et se sauva en 1975, mais fut relégué au niveau 4 (Landesliga Berlin) en 1976, puis rapidement glissa au niveau 5.
Par la suite, le club resta dans les ligues inférieures. En 1990, c'est-à-dire dans le courant de l’année qui suivit la Chute du Mur, le Berliner BC Südost cessa ses activités et fut dissous.

## Palmarès
- Champion de l’Amateurliga Berlin: 1973.